# Le Dramont
Le Dramont is een buurtschap in de Franse gemeente Saint-Raphaël. De kaap van Dramont is bekend om de in een natuurgebied gelegen vuurtoren, de belangrijkste van de omgeving.
Net ten westen van de kaap ligt een strand waar de geallieerden landden tijdens de Tweede Wereldoorlog (Operatie Dragoon). Tegenover de kaap van Dramont ligt "l'île d'Or", "het gouden eiland", van ongeveer 200 meter lengte. Op het eiland is een moderne vierkante toren in middeleeuwse stijl gebouwd.

## Geologie
Het rode gesteente (een Permische ryoliet) is kenmerkend voor dit gebied. Dit is het Esterelmassief (Massif de l'Esterel). De blauwige gesteenten die ook voorkomen worden esterelliet genoemd en zijn gevormd tijdens een fase van vulkanische activiteit tijdens het Tertiair. Dit gesteente wordt in de omgeving van Dramont gemijnd.

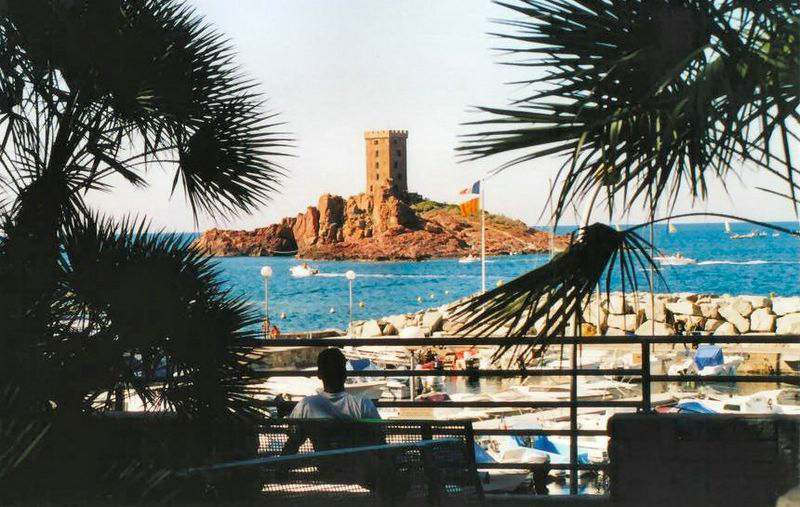
Le Dramont, zicht op het Île d'Or